# Monticellit

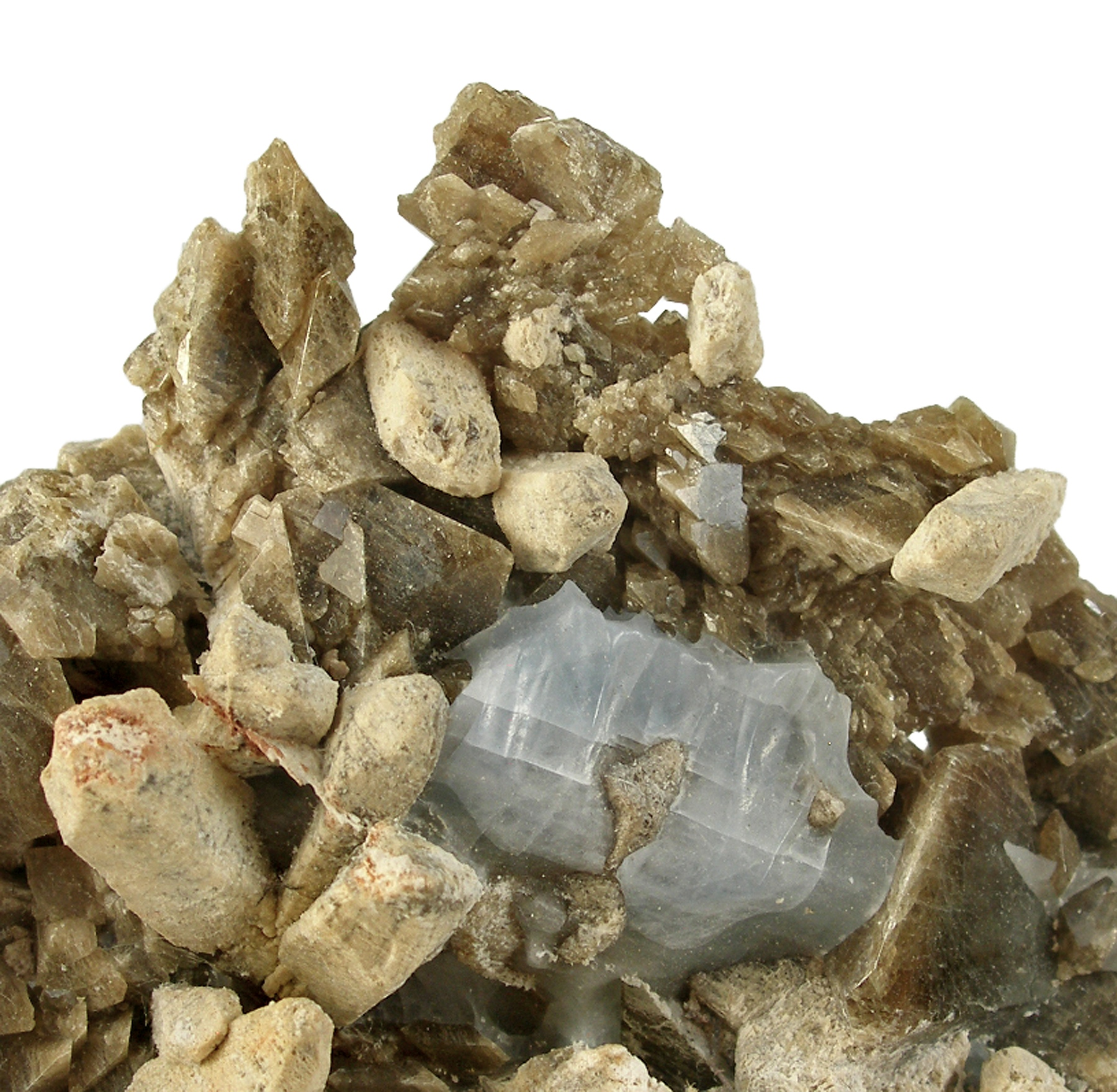
Kryształy monticellitów

Monticellity – grupa minerałów z gromady krzemianów wyspowych Ca, Mg, Fe i Mn. Ogniwami tego szeregu są:
- Monticellit CaMg[SiO4]
- Kirschsteinit CaFe[SiO4]
- Glaukochroit CaMn[SiO4].

Minerały te krystalizują podobnie jak oliwiny. Zwykle pojawiają się w ziarnach nieforemnych o ledwo dostrzegalnej łupliwości. Znaczenie skałotwórcze mają tylko ogniwa magnezowe i żelazowe tego szeregu. Glaukochroit jest bardzo rzadkim minerałem, i zwykle występuje jako podstawienia w sieci pozostałych ogniw.
| Minerał       | Barwa                 | Łupliwość | Twardość  | Gęstość    |
| ------------- | --------------------- | --------- | --------- | ---------- |
| Monticellit   | Bezbarwny lub szarawy | Słaba     | 5,0 – 5,5 | 3,27 g/cm³ |
| Kirschsteinit | Zielony               | Słaba     | 5,0 – 5,5 | 3,43 g/cm³ |
| Glaukochroit  | Zielony               | Słaba     | 6,0       | 3,48 g/cm³ |

| Minerał       | nγ    | nβ    | nα    | Charakter optyczny | 2V        | Δ     |
| ------------- | ----- | ----- | ----- | ------------------ | --------- | ----- |
| Monticellit   | 1,653 | 1,646 | 1,639 | –                  | około 80° | 0,014 |
| Kirschsteinit | 1,728 | 1,720 | 1,639 | –                  | 51°       | 0,039 |
| Glaukochroit  | 1,736 | 1,723 | 1,689 | –                  | 61°       | 0,051 |

Monticellit teoretycznie może zawierać 38,39% SiO2, 25,77% MgO, 35,84% CaO oraz domieszki FeO do 7,6%. Zdarzają się także niewielkie podstawienia MnO. Minerał ten występuje w termicznie zmienionych skałach węglanowych i skarnach oraz skrajnie niedosyconych krzemionką skałach magmowych jak melilityty i nefelinity zasobne w CaO. Może powstawać także w wyniku metamorfizmu progresywnego z forsterytu i diopsydu zgodnie z reakcją:
CaMg[Si2O6] (diopsyd) + Mg2[SiO4] (forsteryt) + 2CaCO3 (kalcyt) → 3CaMg[SiO4] (monticellit) + 2CO2 (dwutlenek węgla)
Minerały te znane są z Magnet Cove (Arkansas, USA), Monte Somma (Włochy). Kirschsteinit stwierdzono w lawie melilitowo-nefelinowej Mount Shaheru (Zair), a najsłabiej rozpowszechniony glaukochroit poznano w złożu Franklin (New Jersey, USA). Są także składnikami żużli hutnicznych.